# (21101) 1992 OJ1
(21101) 1992 OJ1 là một tiểu hành tinh vành đai chính. Nó được phát hiện bởi Henri Debehogne ở Đài thiên văn La Silla ở Chile ngày 26 tháng 7 năm 1992.